# Säkäjärvi
Säkäjärvi är en sjö i Finland. Den ligger i kommunen Vederlax i landskapet Kymmenedalen, i den södra delen av landet, 150 km öster om huvudstaden Helsingfors. Säkäjärvi ligger 19 meter över havet. I omgivningarna runt Säkäjärvi växer i huvudsak barrskog. Arean är 22,9 hektar och strandlinjen är 4,44 kilometer lång. Sjön  ingår i Virojokis huvudavrinningsområde. 